# Farnières
Farnières est un hameau de la commune belge de Vielsalm située en Région wallonne dans la province de Luxembourg. Avant la fusion des communes de 1977, il faisait partie de la commune de Grand-Halleux.
Une foire annuelle, notamment pour le bétail, s'y tenait le 6 septembre.

## Le château
Le château de Farnières fut construit par le baron Fernand Orban de Xivry, qui meurt en cours de travaux en 1926. La construction fut achevée par sa veuve en 1929. Cette année-là, elle cède toute sa propriété aux Pères salésiens de Don Bosco. L’établissement était réservé au scolasticat de la Congrégation. Une école d’horticulture y fut fondée en 1935, ainsi qu’une école d’agriculture en 1944. Elles ont subsisté jusqu’en 1967. Ce fut ensuite un Centre spirituel accueillant des retraites. Aujourd’hui, le lieu est devenu un Centre de Rencontres et d'Hébergement pluraliste. Ce CRH est reconnu par la Fédération Wallonie Bruxelles. Il est géré par des laïcs et forme tous les jeunes à la citoyenneté en proposant notamment des Classes Citoyennes.

## La chapelle

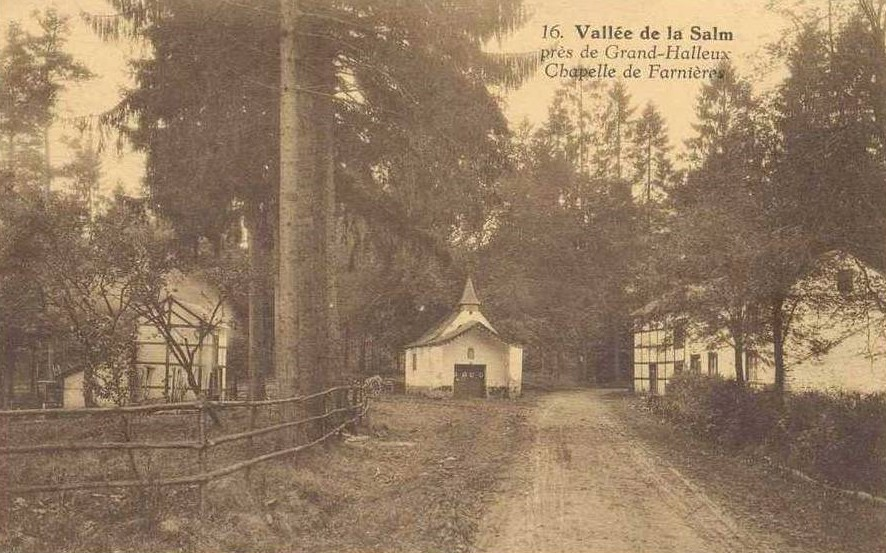
La chapelle

La chapelle apparaît déjà sur la carte de Ferraris, vers 1770. Ancien lieu de pèlerinage, elle était le sujet d’une légende rapportée par Marcellin La Garde, dans son ouvrage Le Val de la Salm. Une copie de la chapelle a été construite dans le 'Musée de la vie rurale' (luxembourgeoise) au Fourneau Saint-Michel, près de Saint-Hubert. 